# Deken
Deken – organiczny związek chemiczny z grupy alkenów o dziesięciu atomach węgla w cząsteczce.